# Kainach bei Voitsberg
Kainach bei Voitsberg là một đô thị thuộc huyện Voitsberg thuộc bang Steiermark, nước Áo. Đô thị Kainach bei Voitsberg có diện tích 34,44 km², dân số thời điểm cuối năm 2005 là 745 người.